# Vadi
Vadi (arapski:  وادي, engleski: Wadi) je suho riječno korito. Ono je tradicionalno arapski pojam koji se prvenstveno odnosi na dolinu. U nekim slučajevima to se odnosi na suho riječno korito koje ima vode samo za vrijeme jakih kiša, ali i za svaki nepredvidiv vodotok. Predstavlja erozijski oblik nastao djelovanjem fluvijalnog i/ili proluvijalnog procesa, ali oblikovanje se vrši i tijekom eolskog procesa.
Vadi se najčešće nalaze po pustinjama Sjeverne Afrike i poluotoku Arabiji, znaju biti dugi po nekoliko stotina kilometara.

## Hidrološke značajke
Vadi se kao vodotokovi, razlikuju od rijeka i potoka, jer je njihov površinski tok povremen ili kratkotrajan. Vododerina vadija u pustinjskom okolišu je obično suha tijekom cijele godine, osim nakon kiše. Pustinjsko okruženje inače karakteriziraju nagle i jake (ali vrlo rijetke kiše) tako da znaju uzrokovati nagle poplave. Ići po vadima u određeno doba godine može biti opasno zbog neočekivane navale vode. Takve nagle pojave jakih bujica i poplava, uzrok su smrti nepažljivih šetača, svake godine u Sjevernoj Americi i mnogim bliskoistočnim zemljama.
Zbog koncentracije podzemnih voda čak i nakon sezonskih poplava, obale mnogih vadija su poželjna ljudska staništa. Nomadski pustinjski pastiri pronalaze nešto zelenila za sebe i svoja stada u vadima, čak i u tako suhim krajevima kao Sahara, na svojim krstarenjima po pustinji.
Vodotok u vadima je neobično brz, ali naglo gubi brzinu, jer se dobar dio vode naglo gubi u poroznim sedimentima korita vadija. Vododerine vadija su obično sastavljene od šljunka i pijeska. Ti sedimenti su najvećim dijelom nastali za eocenskim procesima.
Vremenom vododerine vadija mogu  "promijeniti smjer vodotoka" jer prisutnost podzemnih voda pogoduje vegetaciji, koja toliko ispuni korito vadija, da voda više ne može teći kroz njega, pa promjeni smjer, i počne teći natrag. 

## Vanjske poveznice
- IHP REGIONAL WADI HYDROLOGY NETWORK, International Hydrological Programme, UNESCO. (engl.)
- Arab Center for Studies of Arid Zones and Dry lands (ACSAD)  Arhivirana inačica izvorne stranice od 4. travnja 2009. (Wayback Machine): Water resources division. (engl.)